# Confine tra Romania e Ungheria

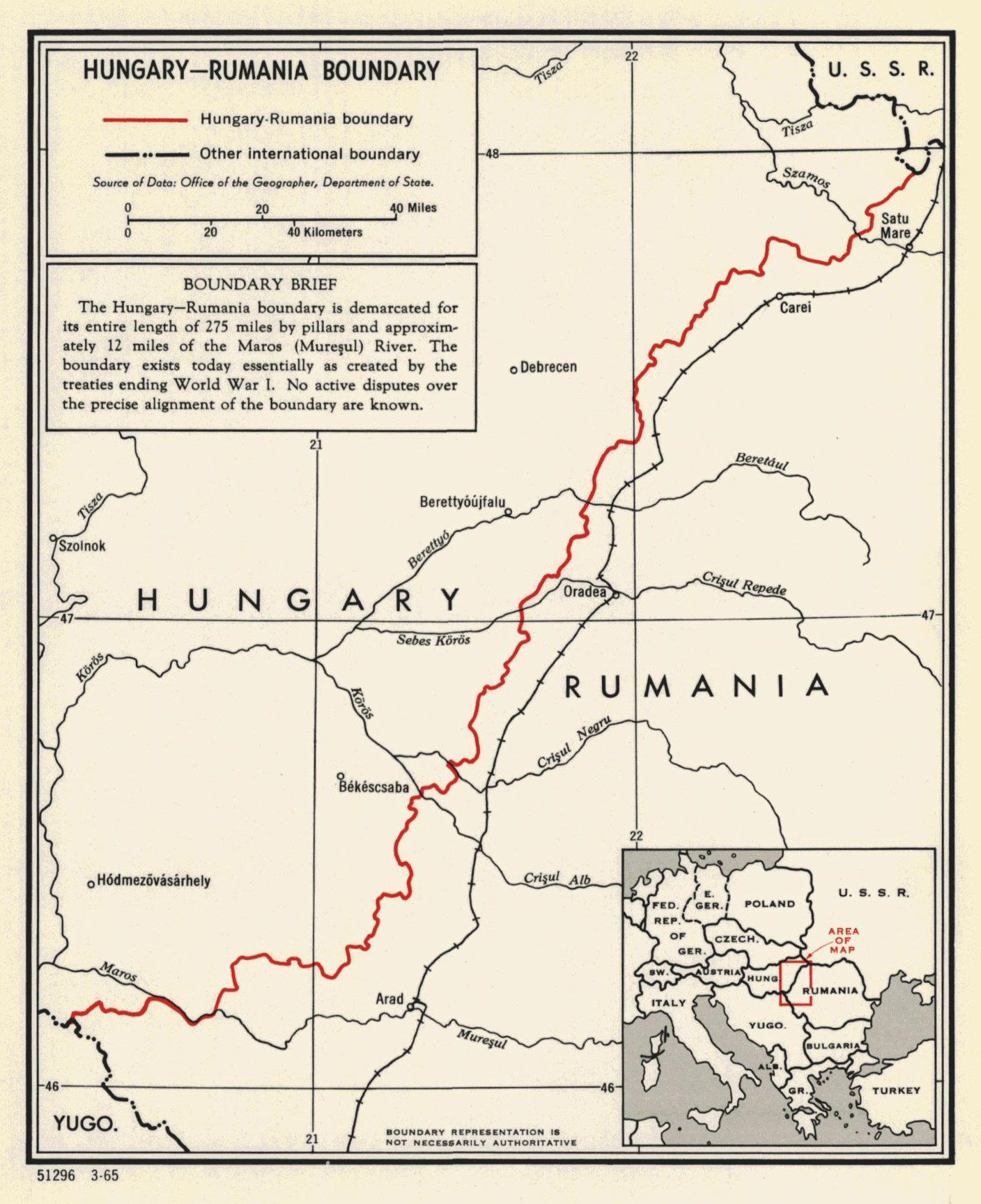

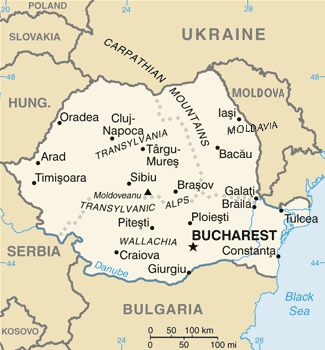
Mappa della Romania con i suoi confini.

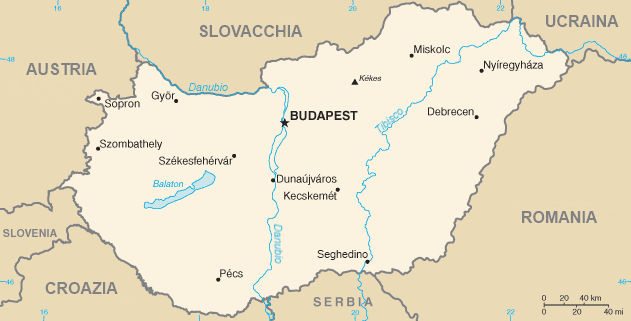
Mappa dell'Ungheria con indicati i confini.

Il confine tra la Romania e l'Ungheria descrive la linea di demarcazione tra questi due Stati. Ha una lunghezza di 443 km.

## Caratteristiche
Il confine interessa la parte nord-occidentale della Romania e quella sud-orientale dell'Ungheria. Ha un andamento generale da sud-ovest verso nord-est.
Inizia alla triplice frontiera tra Romania, Serbia ed Ungheria e termina alla triplice frontiera tra Romania, Ucraina ed Ungheria.

## Storia
Il confine tra questi stati fu stabilito nel 1918, alla fine della prima guerra mondiale, da una commissione presieduta dal geografo francese Emmanuel de Martonne. Nel 1940, a seguito del secondo arbitrato di Vienna la Romania cedette parte della Transilvania all'Ungheria, che fu restituita alla fine della seconda guerra mondiale.

## Valichi di frontiera
Il confine è attraversato da dodici valichi di frontiera stradali e cinque ferroviari:
- Cenad - Kiszombor - stradale
- Nădlac - Nagylak - stradale
- Nădlac - Csanádpalota - autostradale
- Turnu - Battonya - stradale
- Vărșand - Gyula - stradale
- Salonta - Méhkerék - stradale
- Borș - Ártánd - stradale
- Borș - Nagykereki - autostradale
- Săcueni - Létavértes - stradale
- Valea lui Mihai - Nyírábrány - stradale
- Urziceni - Vállaj - stradale
- Dorolț - Csengersima - stradale
- Curtici - Lökösháza - ferroviario
- Salonta - Méhkerék - ferroviario
- Episcopia Bihor - Biharkeresztes - ferroviario
- Valea lui Mihai - Nyírábrány - ferroviario
- Carei - Vállaj - ferroviario